# Europese nerts
De Europese nerts of moerasotter (Mustela lutreola) is een roofdier uit de familie van de marterachtigen (Mustelidae). Soms wordt hij ook wel in het aparte geslacht Lutreola geplaatst. Het is een ernstig bedreigde diersoort. Hij is zowel op het land als in het water actief.

## Beschrijving
Een volwassen dier is tussen de 30 en 40 centimeter groot. De staart is meestal iets korter dan 15 centimeter, maar varieert tussen de 12 en de 19 centimeter. De nerts weegt 550 tot 800 gram. De mannetjes zijn groter dan de vrouwtjes. Nertsen zien er ongeveer uit als een grote wezel. De basiskleur is donkerbruin en de dieren hebben een witte tekening op de bovenlip en kin. De Amerikaanse nerts, die veel op de Europese nerts lijkt, heeft meestal geen witte bovenlip. In tegenstelling tot bunzingen hebben ze geen wit rond de ogen, en is de vacht uniform gekleurd. Tussen de tenen hebben ze kleine zwemvliezen.

## Voedsel en leefwijze
Nertsen zijn carnivoren, en voeden zich vooral met knaagdieren als ratten en woelratten, maar ook met andere kleine zoogdieren, watervogels, amfibieën, vissen, reptielen, rivierkreeften, schelpdieren en waterinsecten. 
Ze zijn alleen 's nachts actief en leven solitair. Overdag slapen ze in een holle boom of een hol in de oever. De ingang naar deze oever ligt boven water. Het nest is bedekt met veren, haren en andere zachte materialen.
De paartijd valt in februari en maart. Na een draagtijd van 35 tot 42 dagen worden in april en juni vier à vijf jongen geboren. Na tien weken zijn ze gespeend. In het tweede jaar zijn de nertsen geslachtsrijp. De nerts wordt zeven tot elf jaar oud.

## Leefgebied
Nertsen hebben een voorkeur voor langzaamstromend water. Ze leven voornamelijk aan de oevers van trage rivieren, plassen en meren vlak bij bossen. Tevens zijn ze in rietvelden te vinden. 
Vroeger kwam hij voor in  noordelijk Europa, van Frankrijk en Noordwest-Spanje tot Rusland en Kazachstan. Ook in Nederland en België kwam hij voor. Tegenwoordig is hij in het grootste gedeelte van Europa uitgestorven. In Oost-Europa leeft hij nog in Rusland, de Baltische staten, Wit-Rusland, Oekraïne en Roemenië. Verder leven er twee geïsoleerde populaties, één in Zuidwest-Frankrijk en Noord-Spanje, en één in Bretagne.

## Bescherming
De Europese nerts wordt in zijn voortbestaan bedreigd. Het dier werd in 1988 als kwetsbaar geplaatst op de Rode Lijst van de IUCN. In 1994 bleek uit nader onderzoek naar de achteruitgang dat de status bedreigd was bereikt en sinds 2011 staat de Europese nerts als ernstig bedreigd (kritiek) op de lijst. Sinds het midden van de negentiende eeuw is zijn leefgebied met 80% afgenomen. Levensvatbare populaties bevinden zich enkel nog rond de Donaudelta, waar minder dan duizend dieren leven, en in het noordoosten van Europees Rusland. Andere populaties dreigen te verdwijnen of raken steeds meer versnipperd. De huidige Russische populatie wordt geschat op ongeveer twintigduizend dieren. Frankrijk herbergt nog zo'n honderd dieren, de aantallen in Spanje worden geschat op vijfhonderd tot duizend dieren.
De belangrijkste bedreigingen zijn waarschijnlijk habitatverlies door de aanleg van waterkrachtcentrales, kanalen en vermindering van waterkwaliteit door vervuiling. Overbejaging heeft waarschijnlijk ook een rol gespeeld in de achteruitgang. De soort wordt tegenwoordig niet meer actief bejaagd, maar nertsen kunnen nog steeds gedood worden door vallen of gif, bedoeld voor bijvoorbeeld Amerikaanse nerts, bunzing en beverrat. In sommige gebieden vormen aanrijdingen een belangrijk risico. 
Daarnaast spelen andere factoren mogelijk een rol. Verdringing door de geïntroduceerde Amerikaanse nerts (Neovison vison) wordt regelmatig geopperd, maar is niet bewezen. In dat geval zouden dierenrechtenactivisten onbedoeld sterk hebben bijgedragen aan zijn verval, door vrijlatingsacties in bontkwekerijen waar men Amerikaanse nertsen houdt. Hybridisatie met de verwante bunzing (Mustela putorius) vindt plaats in Frankrijk en Spanje.

### Relatie met de Amerikaanse nerts

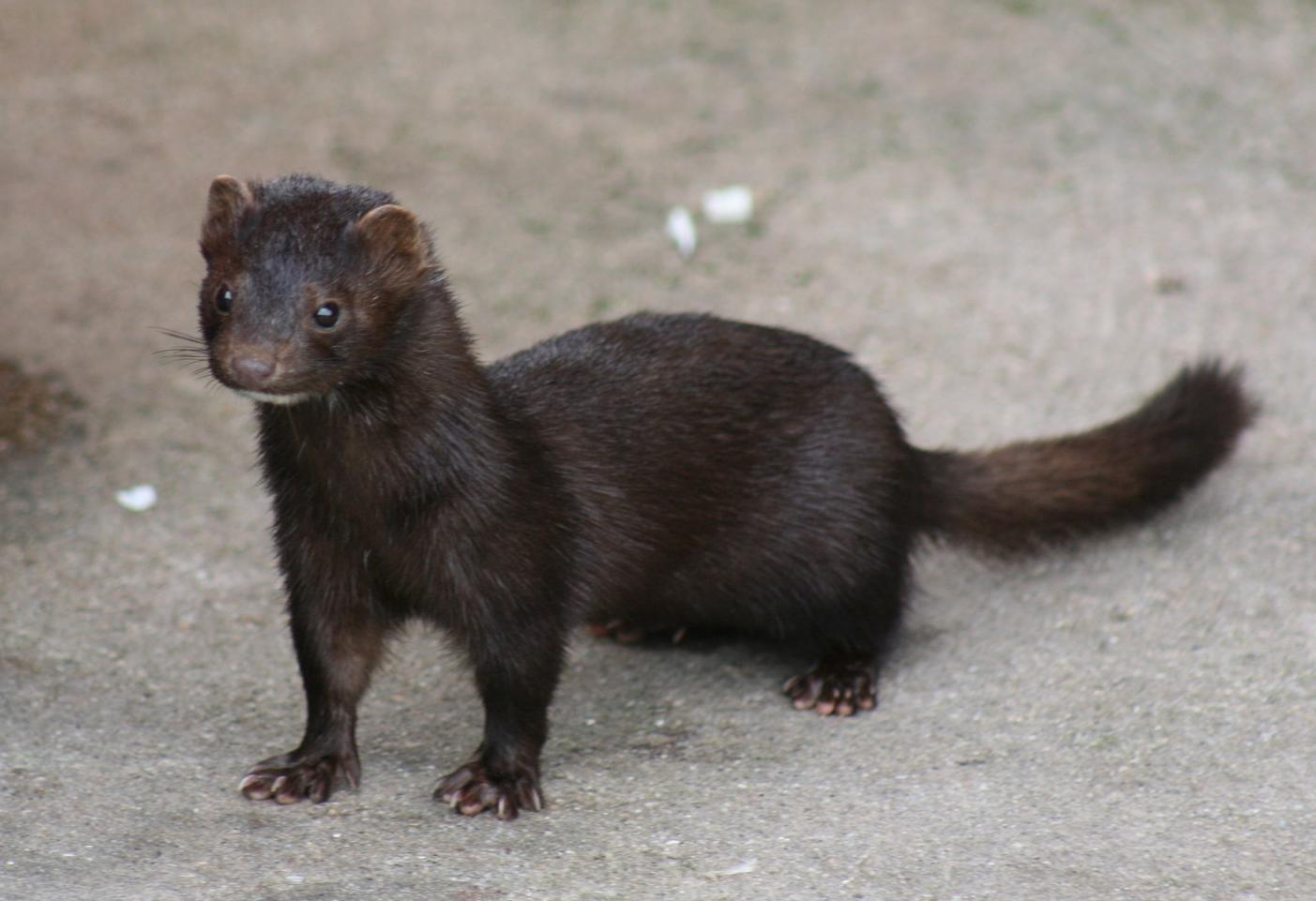
Amerikaanse nerts

De Amerikaanse nerts wordt in het algemeen gezien als een grote bedreiging voor de Europese nerts. Dit verhaal blijkt echter genuanceerder te zijn: in vrijwel het hele Europese gebied waar de Europese nerts voorkwam, was deze al uitgestorven voor de Amerikaanse arriveerde (zie link). De belangrijkste reden van de achteruitgang is dan ook niet de Amerikaanse nerts maar de mens, die enorme stukken van de habitat van de Europese nerts heeft veranderd. De Europese nerts is kieskeuriger dan de Amerikaanse nerts wat betreft leefomgeving. Hierdoor komen we de Amerikaanse nerts vaak wel tegen in gebieden waar de Europese nerts niet meer kan leven. Als verder bewijs mag gelden dat in grote gebieden waar de Amerikaanse nerts in het geheel niet voorkomt, de Europese nerts snel uitsterft. Dit is bijvoorbeeld in het grootste deel van Europees Rusland het geval. Zeker in Oost-Europa speelt naast habitatverlies ook jacht op nertsen een belangrijke rol.